# Joel Obi
Joel Chukwuma Obi (sinh 22 tháng 5 năm 1991 tại Lagos, Nigeria), hay đơn giản được gọi là Joel Obi, là một tiền vệ người Nigeria hiện đang chơi cho câu lạc bộ Torino ở giải Serie A.

## Sự nghiệp
Obi ra mắt cho Inter vào ngày 29 tháng 9 năm 2010 tại giải đấu UEFA Champions League khi Inter đá với câu lạc bộ của Đức Werder Bremen. Anh đã chơi 10 phút cuối cùng của trận đấu sau khi vào sân thay thế ở phút 80' cho Tiền vệ Dejan Stanković. Dù chỉ được chơi 10' phút nhưng Obi đã thể hiện hết mình để giúp Inter đánh bại Werder Bremen với tỉ số 4-0.
Ở Serie A trận đầu tiên anh chơi cho Inter là vào ngày 17 Tháng 10 năm 2010 trong một lần đá giao hữu với câu lạc bộ Cagliari, khi anh thay thế Philippe Coutinho ở phút 66'. Inter đã giành chiến thắng 1-0 trước một bàn thắng của Samuel Eto'o.
Obi bắt đầu chơi trận Derby thành Milan vào ngày 14 tháng 11, nhưng đã được thay thế ở phút thứ 35' vì chấn thương, người thay thế là Philippe Coutinho.

## Sự nghiệp Quốc tế
Obi được gọi vào Đội tuyển bóng đá quốc gia Nigeria vào ngày 09 tháng 2 năm 2011 trong một trận giao hữu với Sierra Leone ở Lagos.
Anh được triệu tập tham dự World Cup 2018 tại Nga, giải đấu mà anh đã góp mặt ở cả 3 trận vòng bảng trước các đối thủ Argentina, Croatia và Iceland. Đội tuyển Nigeria sau đó rời giải với vị trí thứ 3 vòng đấu bảng.

## Thống kê sự nghiệp

### Câu lạc bộ
Tính đến ngày 5 tháng 4 năm 2018
| Câu lạc bộ          | Mùa giải            | Serie A | Serie A | Coppa Italia | Coppa Italia | Châu Âu | Châu Âu | Khác | Khác | Tổng cộng | Tổng cộng |
| Câu lạc bộ          | Mùa giải            | Trận    | Bàn     | Trận         | Bàn          | Trận    | Bàn     | Trận | Bàn  | Trận      | Bàn       |
| ------------------- | ------------------- | ------- | ------- | ------------ | ------------ | ------- | ------- | ---- | ---- | --------- | --------- |
| Internazionale      | 2010–11             | 10      | 0       | 2            | 0            | 1       | 0       | 0    | 0    | 13        | 0         |
| Internazionale      | 2011–12             | 27      | 0       | 2            | 0            | 7       | 0       | 1    | 0    | 37        | 0         |
| Internazionale      | 2012–13             | 2       | 0       | 1            | 0            | 1       | 1       | –    | –    | 4         | 1         |
| Parma (Loan)        | 2013–14             | 8       | 0       | 0            | 0            | —       | —       | —    | —    | 8         | 0         |
| Internazionale      | 2014–15             | 11      | 1       | 0            | 0            | 3       | 0       | —    | —    | 14        | 1         |
| Tổng cộng           | Tổng cộng           | 50      | 1       | 5            | 0            | 12      | 1       | 1    | 0    | 68        | 2         |
| Torino              | 2015–16             | 10      | 1       | 1            | 0            | —       | —       | —    | —    | 11        | 1         |
| Torino              | 2016–17             | 20      | 0       | 3            | 0            | —       | —       | —    | —    | 23        | 0         |
| Torino              | 2017–18             | 20      | 5       | 3            | 1            | —       | —       | —    | —    | 23        | 6         |
| Torino              | Tổng cộng           | 50      | 6       | 7            | 1            | —       | —       | —    | —    | 57        | 7         |
| Tổng cộng sự nghiệp | Tổng cộng sự nghiệp | 108     | 7       | 13           | 1            | 12      | 1       | 1    | 0    | 134       | 9         |

### Đội tuyển quốc gia
Tính đến 26 tháng 6 năm 2018
| Nigeria   | Nigeria | Nigeria |
| Năm       | Trận    | Bàn     |
| --------- | ------- | ------- |
| 2011      | 11      | 0       |
| 2012      | 0       | 0       |
| 2013      | 0       | 0       |
| 2014      | 1       | 0       |
| 2017      | 3       | 0       |
| 2018      | 1       | 0       |
| Tổng cộng | 16      | 0       |

## Danh hiệu

### Inter Milan
- Supercoppa Italiana: 2010
- Coppa Italia: 2011